# La Chaux-de-Fonds
La Chaux-de-Fonds (toponimo francese) è un comune svizzero di 36 527 abitanti del Canton Neuchâtel; ha il titolo di città. Nota per la presenza di diverse industrie orologiere, nel 2009 la città è stata riconosciuta patrimonio dell'umanità UNESCO assieme alla vicina Le Locle.

## Geografia fisica
Il territorio del comune di La Chaux-de-Fonds si estende in una valle del massiccio del Giura, lungo il fiume Doubs che segna il confine tra la Francia e la Svizzera; situata a un'altitudine di circa 1 000 m s.l.m., è la seconda città svizzera più elevata, dietro a Davos. Nel territorio comunale si trova la grotta del Bichon.

## Storia
Il comune di La Chaux-de-Fonds è stato istituito nel 1656; la città fu completamente distrutta da un incendio nel 1794 e ricostruita secondo una pianta a scacchiera. Karl Marx descrisse La Chaux-de-Fonds come una «grande città-officina» ne Il Capitale, ove analizzò la divisione del lavoro nell'industria orologiaia del Giura. Nel 1900 ha inglobato il comune soppresso di Les Eplatures; è stata il capoluogo del distretto di La Chaux-de-Fonds dal 1848 fino alla sua soppressione nel 2017.

### Simboli
Lo stemma è stato adottato nel 1851 per sostituire, dopo la nascita della moderna Confederazione elvetica nel 1848, quello precedente che recava una corona prussiana. Le tre stelle sono simbolo di integrazione e rappresentano le tre comunità che compongono la popolazione: i cittadini di Neuchâtel, i cittadini svizzeri non cantonali e gli stranieri immigrati. L'argento dovrebbe simboleggiare la nuova era amministrativa repubblicana; l'alveare con le api rappresenta l'industria emergente e l'operosità dei suoi lavoratori, il numero delle api non è blasonato ma per tradizione sono raffigurate quattro a destra e tre a sinistra; l'oro è simbolo di prosperità. Gli undici pezzi azzurri dello scaccato rappresentano gli undici quartieri storici della circoscrizione comunale.

## Monumenti e luoghi d'interesse
L'urbanistica delle città orologiere La Chaux-de-Fonds e Le Locle è stata inserita dall'UNESCO nel 2009 tra i patrimoni dell'umanità.

### Architetture religiose

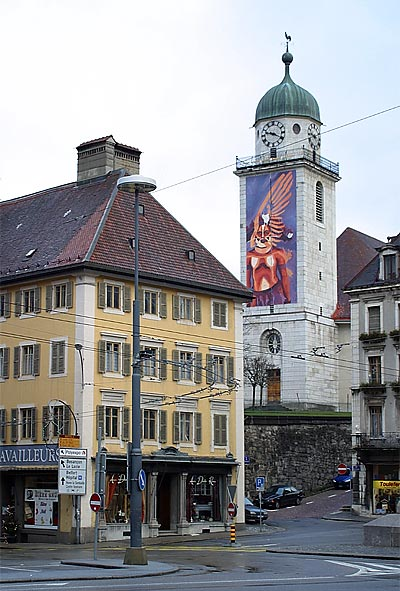
Il "Grand temple"

- Chiesa riformata ("Grand temple"), eretta nel 1794-1796 in luogo della precedente chiesa di Sant'Umberto (consacrata nel 1528)[3], ricostruita nel 1919, con torre dell'orologio;
- Sinagoga, eretta nel 1896[3];
- Chiesa riformata tedesca, eretta nel 1853[3];
- Chiesa cattolica del Sacro Cuore, eretta nel 1926-1927[senza fonte];
- Chiesa riformata di San Giovanni, eretta nel 1972[3].

### Architetture civili
- Villa Fallet, costruita da Le Corbusier nel 1905-1907[8];
- Villa Stotzer, costruita da Le Corbusier nel 1907-1908[9];
- Villa Jaquemet, costruita da Le Corbusier nel 1907-1908[10];
- Villa Jeanneret-Perret, costruita da Le Corbusier nel 1911-1912[11];
- Cinema La Scala, costruito da Le Corbusier nel 1916[12];
- Villa Schwob (detta "Villa Turca"), costruita da Le Corbusier nel 1916-1917[3][13];
- Edifici Art Nouveau[3];
- Crematorio, espressione di arte moderna[senza fonte].

## Società

### Evoluzione demografica
L'evoluzione demografica è riportata nella seguente tabella:
Abitanti censiti

### Etnie e minoranze straniere
La rapida crescita demografica indotta dall'industrializzazione attirò una forte immigrazione a La Chaux-de-Fonds da altre regioni della Svizzera (in particolare dal Canton Ginevra prima e dal Canton Berna poi: nel 1880 il 30% della popolazione era di lingua tedesca) e da altri Paesi europei come Francia (in particolare operai specializzati dalla Franca Contea) e Italia (la comunità di immigrati italiani nei primi decenni del Secondo dopoguerra arrivò a rappresentare oltre il 10% della popolazione). 

### Istituzioni, enti e associazioni
La Chaux-de-Fonds è il principale centro del movimento esperantista in Svizzera: vi hanno sede la Kooperativo de Literatura Foiro (LF-koop), cooperativa che edita le riviste Femina e Literatura Foiro, il Centre de documentation et d'étude sur la langue internationale (in esperanto Centro de dokumentado kaj esploro pri la lingvo internacia, CDELI), raccolta di testi in esperanto ospitata nella biblioteca civica della città, e il centro culturale Kultura Centro Esperantista. A La Chaux-de-Fonds ha anche la sua sede principale la Società Svizzera di Speleologia (SSS).

## Cultura

### Istruzione

#### Università
- A La Chaux-de-Fonds ha una delle sue sedi, presso il parco tecnologico Neode, la sezione di ingegneria (HE-Arc Ingénierie) dell'Alta scuola specializzata della Svizzera occidentale (Haute école spécialisée de Suisse occidentale, HES-SO)[17].

#### Musei

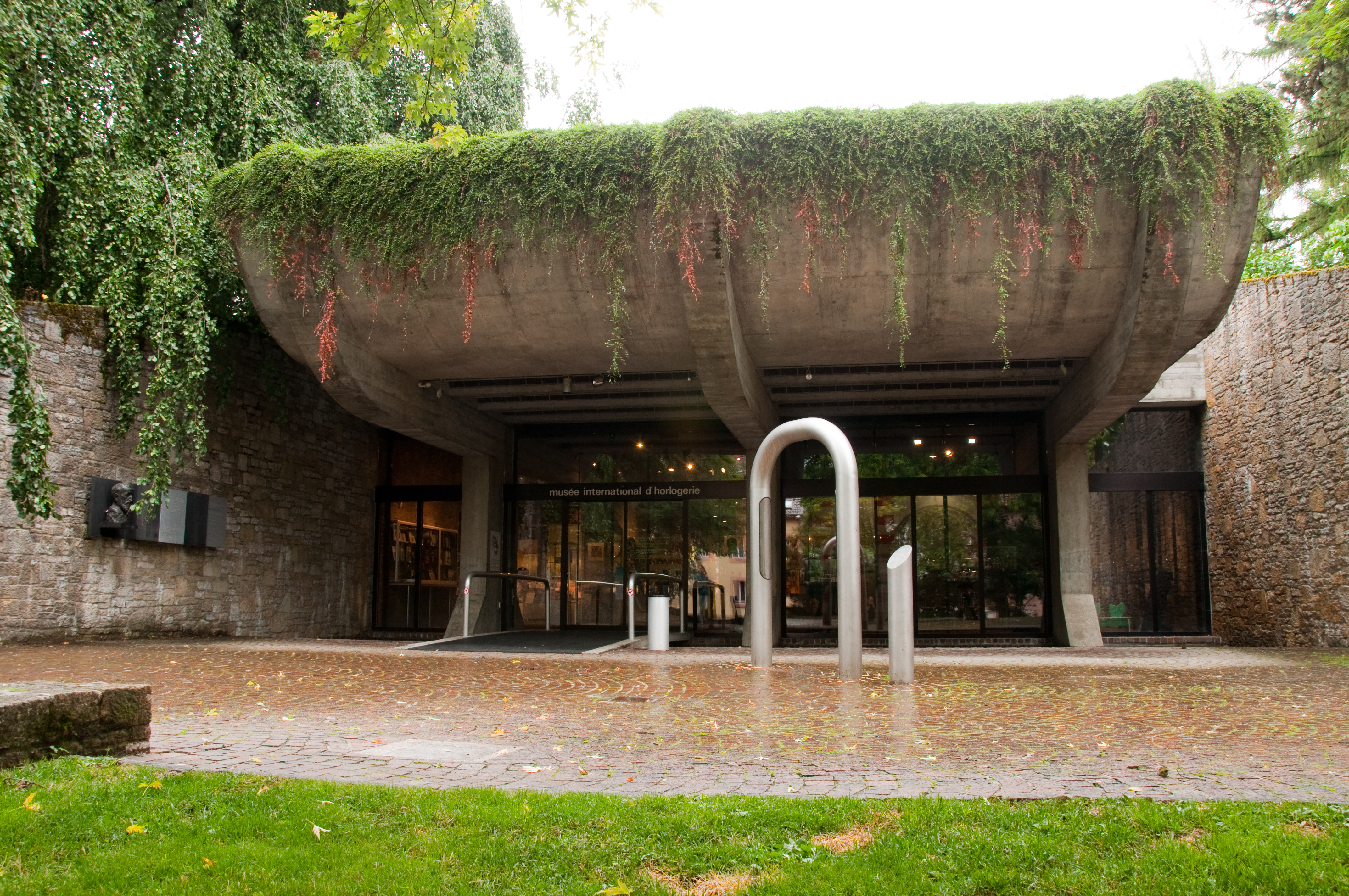
Il Museo internazionale dell'orologeria

- Museo internazionale dell'orologeria, istituito nel 1902 e riallestito nel 1974[18];
- Museo delle Belle Arti (MBAC), istituito nel 1926 nella sede progettata da Charles L’Eplattenier e René Chapallaz; presenta molte collezioni permanenti, tra cui quella delle opere di Léopold Robert[3][19];
- Museo di storia (MHCDF), riallestito nel 2014[20];
- Museo di Storia naturale e parco zoologico (MUZOO), istituito nel 1845 (museo) e nel 1889 (zoo) e riallestito nel 1998[21];
- Museo contadino e artigianale, istituito nel 1971[3][22].

### Media
- ArcInfo, quotidiano fondato nel 2018 con la fusione (di fatto avvenuta nel 1999) tra L'Impartial di La Chaux-de-Fonds, fondato nel 1881, e L'Express di Neuchâtel[23];
- La Sentinelle, quotidiano fondato nel 1890 e chiuso nel 1971[24].

### Teatro e musica

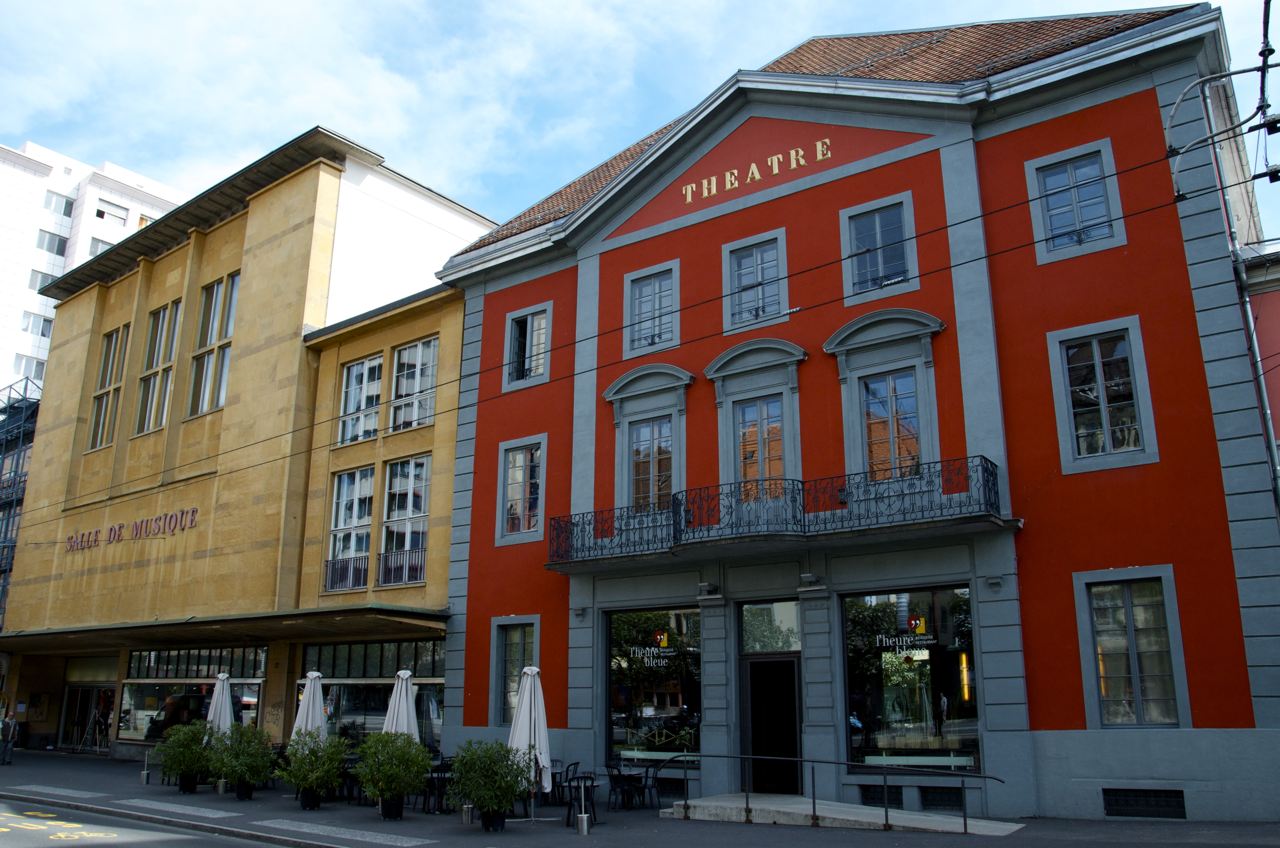
Il Théâtre et salle de musique de La Chaux-de-Fonds

- Théâtre et salle de musique de La Chaux-de-Fonds (detto anche teatro L'heure bleue), fondato nel 1837[3][25];
- Théâtre populaire romand, fondato nel 1960, con sede a La Chaux-de-Fonds dal 1968[3][26];
- Associazione musicale KA, fondata nel 1988, con sala concerti Bikini Test[27].
- Centro di cultura ABC, con cinema e teatro[senza fonte].

## Geografia antropica

### Urbanistica

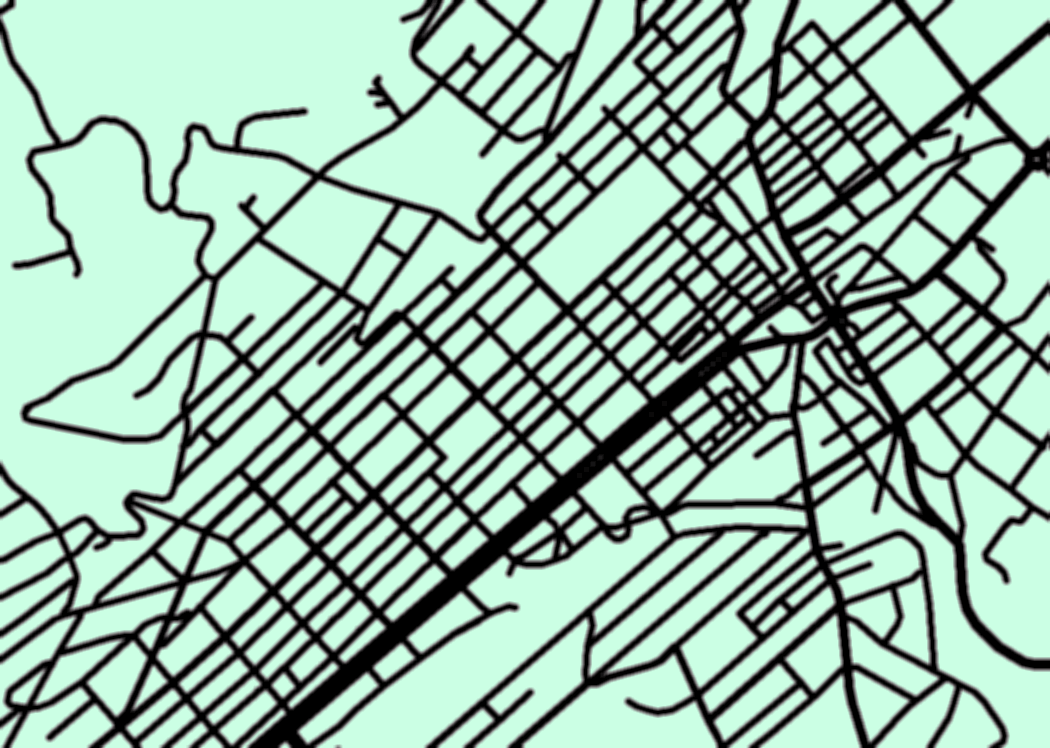
Scheme delle vie di La Chaux-de-Fonds

La città fu interamente ricostruita dopo l'incendio che la distrusse nel 1794. La ricostruzione, ispirata dall'incisore Moïse Perret-Gentil, seguì una pianta a scacchiera; il piano regolatore, entrato in vigore nel 1841, fu opera dell'ingegnere Charles-Henri Junod. Agli inizi del XX secolo la città si arricchì di numerosi edifici Art Nouveau; nei decenni successivi l'urbanistica rimase a lungo coerente con l'impostazione originaria, tanto che non esiste una distinzione tra centro e periferia e La Chaux-de-Fonds si definisce "città nella campagna" (al di fuori del nucleo urbano permangono fattorie destinate a uso agricolo), anche se a partire dagli anni 1960 sorsero nuovi quartieri residenziali a nord e a sud della città.

### Frazioni e quartieri

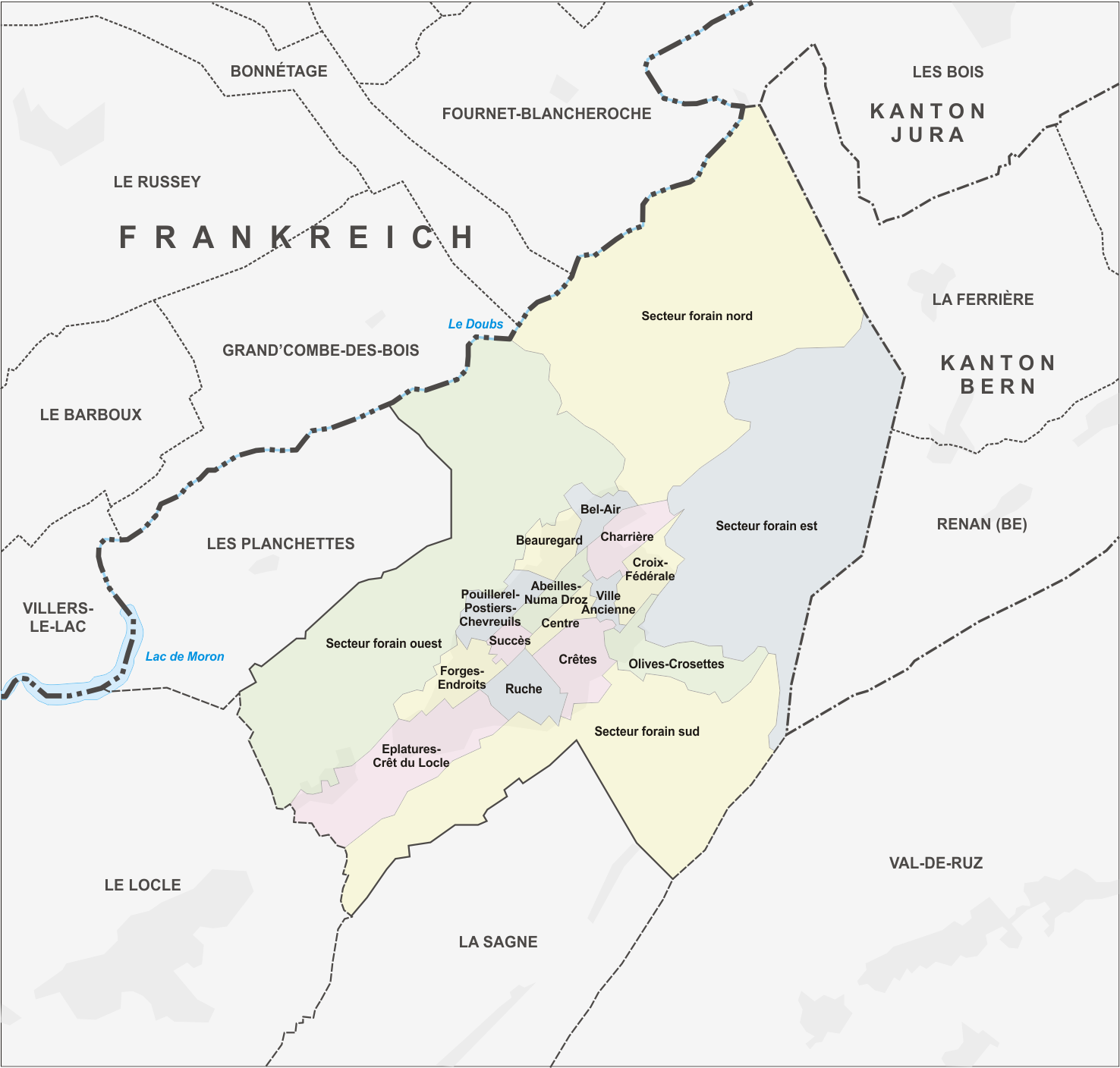
I quartieri di La Chaux-de-Fonds

Le frazioni e i quartieri di La Chaux-de-Fonds sono:
1. Ville Ancienne
2. Centre
3. Abeilles-Numa Droz
4. Succès
5. Forges-Endroits
6. Pouillerel-Postiers-Chevreuils
7. Beauregard
8. Bel-Air
9. Charrière
10. Croix-Fédérale
11. Olives-Crosettes
12. Crêtets
13. Ruche
14. Eplatures-Crêt du Locle[29]
15. Secteur forain ouest
16. Secteur forain nord
17. Secteur forain est
18. Secteur forain sud

## Economia

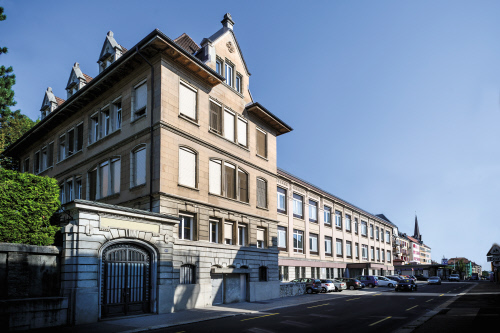
La sede storica della Girard-Perregaux

L'economia di La Chaux-de-Fonds è fondata sull'orologeria e sulla micromeccanica. Vi hanno sede numerose manifatture orologiere: tra queste Breitling, Corum, Ebel, Eberhard, Girard-Perregaux, Greubel Forsey, Movado, TAG Heuer. Altre aziende del settore fondate a La Chaux-de-Fonds e in seguito chiuse o trasferite altrove sono Avia, Festina, Gallet & Co., Invicta, Marvin, Mondia, Omega, Solvil et Titus, Zeno-Watch Basel. La percentuale degli impiegati nel settore secondario è comunque calata nella seconda metà del XX secolo, passando dal 64% nel 1941 a meno del 50% nel 2000.

## Infrastrutture e trasporti

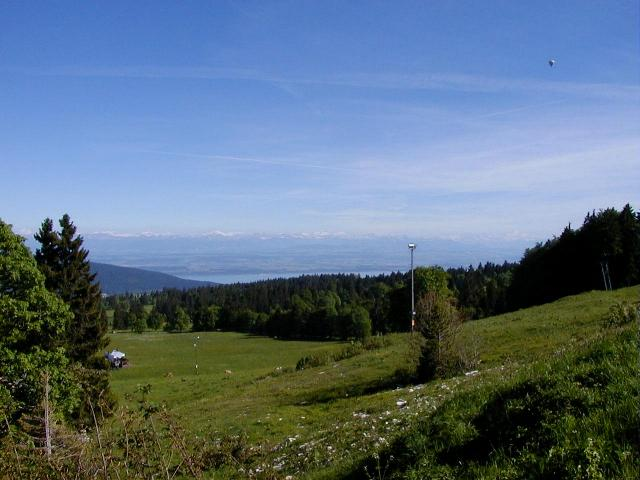
Il valico Vue des Alpes

Il valico Vue des Alpes, che collega La Chaux-de-Fonds con Val-de-Ruz e Neuchâtel, è attraversato da una galleria stradale e da una ferroviaria.

### Strade
La Chaux-de-Fonds è servita dalla strada principale 18 e dalla strada principale 20 (a tratti classificata autostrada A20).

### Ferrovie

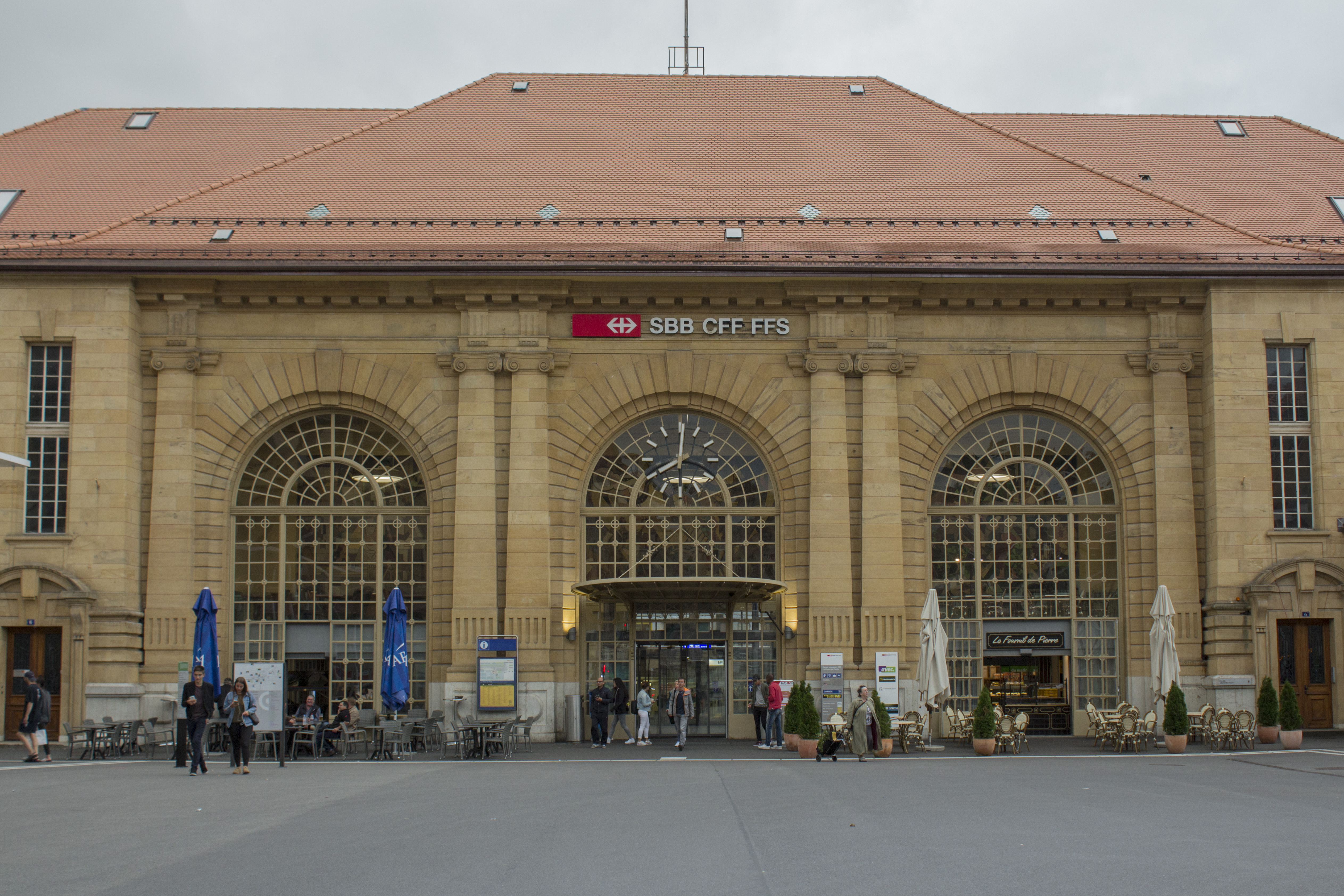
La stazione di La Chaux-de-Fonds

La Chaux-de-Fonds è servita dall'omonima stazione sulla ferrovia Neuchâtel-Le Locle, capolinea delle linee per Bienne, per Les Ponts-de-Martel e per Saignelégier (soppressa). Nel territorio comunale sorgono anche le stazioni di La Chaux-de-Fonds-Est, di La Chaux-de-Fonds-Grenier, di La Cibourg, di Le Crêt-du-Locle, di Le Reymond, di Les Eplatures e di La Chaux-de-Fonds Les Forges.

### Aeroporti

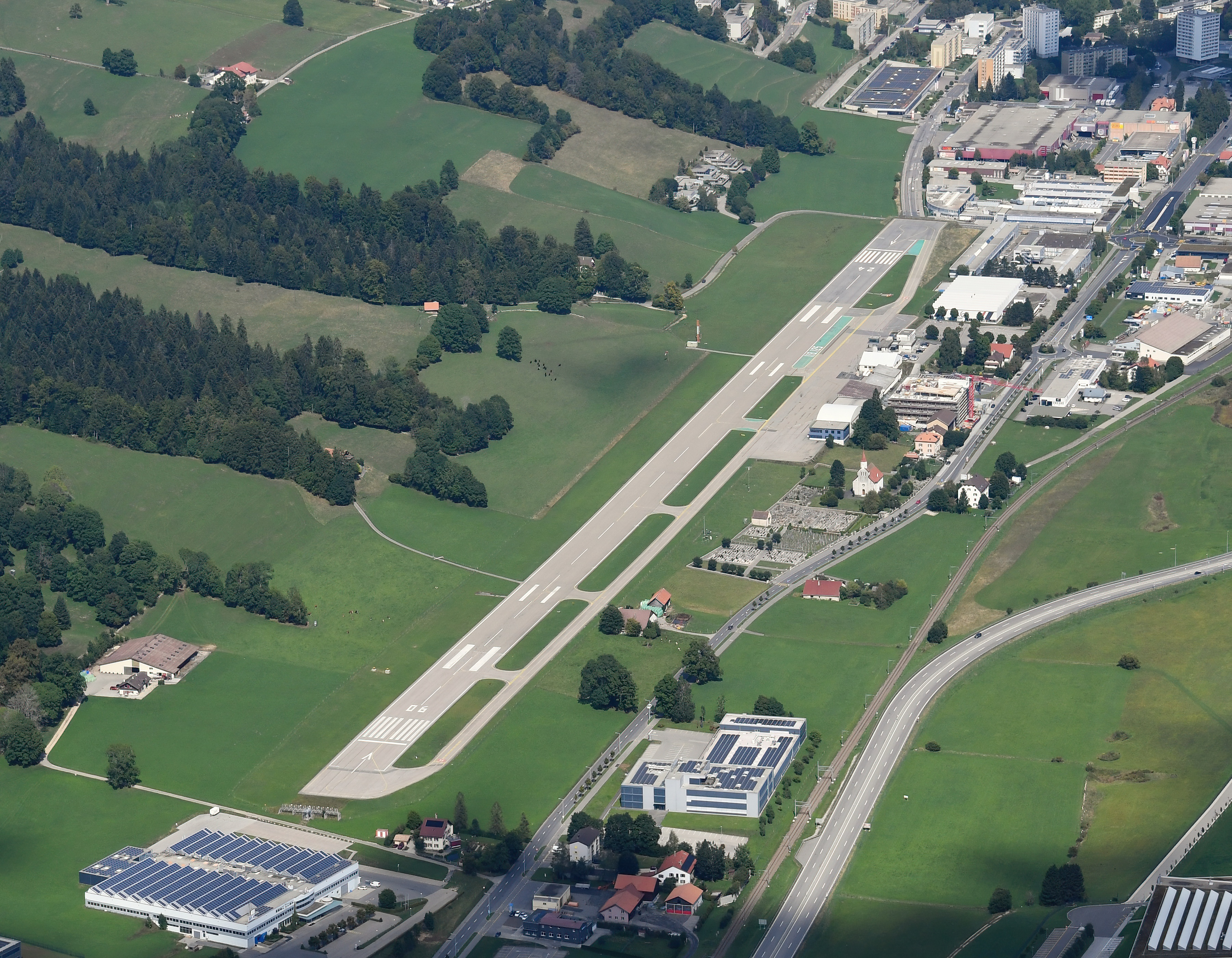
L'aeroporto di La Chaux-de-Fonds-Les Eplatures

L'aeroporto di La Chaux-de-Fonds-Les Eplatures è stato aperto nel 1926 e ammodernato nel 1956.

## Amministrazione

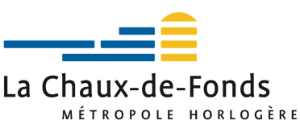
Logo della città

A partire dal 1848 il comune patriziale (soppresso nel 1888) è stato sostituito dal comune politico, nel quale il potere legislativo è affidato al consiglio generale (40 membri – 41 dal 1918 – eletti a suffragio universale) il quale esprime un esecutivo (consiglio comunale) di cinque membri (inizialmente sette). L'amministrazione fu retta dai radicali fino alla fine del XIX secolo, ma crebbe progressivamente l'influenza dei liberali e dei socialisti, che detennero la maggioranza fino al 1921. Dal 1948 l'esecutivo fu formato da due membri socialisti, un operaio e popolare, un radicale e un liberale; tale composizione è stata in seguito modificata e alle elezioni del 25 ottobre 2020 sono risultati eletti un esponente del Partito Socialista, uno del Partito del Lavoro, uno dei Verdi, uno dei PLR.I Liberali Radicali e uno dell'Unione Democratica di Centro.

### Presidenti del consiglio comunale
| Periodo | Periodo | Primo cittadino         | Partito     | Carica                            | Note             |
| ------- | ------- | ----------------------- | ----------- | --------------------------------- | ---------------- |
| 1918    | 1924    | Justin Stauffer         | PS          | Presidente del consiglio comunale | [ senza fonte ]  |
| 1924    | 1936    | Paul Stähli             | PS          | Presidente del consiglio comunale | [ senza fonte ]  |
| 1936    | 1948    | Hermann Guinand         | PS          | Presidente del consiglio comunale | [ 31 ]           |
| 1948    | 1959    | Gaston Schelling        | PS          | Presidente del consiglio comunale | [ 31 ]           |
| 1959    | 1960    | Marcel Itten            | PS          | Presidente del consiglio comunale | [ 31 ]           |
| 1960    | 1970    | André Sandoz            | PS          | Presidente del consiglio comunale | [ 31 ]           |
| 1970    | 1980    | Maurice Payot           | PS          | Presidente del consiglio comunale | [ 31 ]           |
| 1980    | 1988    | Francis Matthey         | PS          | Presidente del consiglio comunale | [ 31 ]           |
| 1988    | 2004    | Charles Augsburger      | PS          | Presidente del consiglio comunale | [ 31 ]           |
| 2004    | 2005    | Claudine Stähli-Wolf    | POP         | Presidente del consiglio comunale | [ 31 ]           |
| 2005    | 2006    | Didier Berberat         | PS          | Presidente del consiglio comunale | [ 31 ]           |
| 2006    | 2007    | Pierre Hainard          | UDC         | Presidente del consiglio comunale | [ 31 ]           |
| 2007    | 2008    | Laurent Kurth           | PS          | Presidente del consiglio comunale | [ 31 ]           |
| 2008    | 2009    | Jean-Pierre Veya        | POP         | Presidente del consiglio comunale | [ 31 ]           |
| 2009    | 2010    | Didier Berberat         | PS          | Presidente del consiglio comunale | [ 31 ]           |
| 2010    | 2011    | Laurent Kurth           | PS          | Presidente del consiglio comunale | [ 31 ]           |
| 2011    | 2012    | Pierre-André Monnard    | L/PPN (PLR) | Presidente del consiglio comunale | [ 31 ]           |
| 2012    | 2013    | Jean-Pierre Veya        | POP         | Presidente del consiglio comunale | [ 31 ]           |
| 2013    | 2014    | Pierre-André Monnard    | L/PPN (PLR) | Presidente del consiglio comunale | mandato parziale |
| 2013    | 2014    | Jean-Charles Legrix     | UDC         | Presidente del consiglio comunale | mandato parziale |
| 2014    | 2015    | Nathalie Schallenberger | Verdi       | Presidente del consiglio comunale | [ 31 ]           |
| 2015    | 2016    | Théo Huguenin-Elie      | PS          | Presidente del consiglio comunale | [ 31 ]           |
| 2016    | 2017    | Sylvia Morel            | PLR         | Presidente del consiglio comunale | [ 31 ]           |
| 2017    | 2018    | Théo Huguenin-Elie      | PS          | Presidente del consiglio comunale | [ 31 ]           |
| 2018    | 2019    | Katia Babey             | PS          | Presidente del consiglio comunale | [ 31 ]           |
| 2019    | 2020    | Théo Bregnard           | POP         | Presidente del consiglio comunale | [ 31 ]           |
| 2020    | 2021    | Théo Huguenin-Elie      | PS          | Presidente del consiglio comunale | [ 31 ]           |
| 2021    | 2022    | Théo Bregnard           | POP         | Presidente del consiglio comunale | [ 31 ]           |
| 2022    | 2023    | Patrick Herrmann        | Verdi       | Presidente del consiglio comunale | [ 32 ]           |
| 2023    | 2024    | Jean-Daniel Jeanneret   | PLR         | Presidente del consiglio comunale | [ 32 ]           |
| 2024    | 2025    | Thierry Brechbühler     | UDC         | Presidente del consiglio comunale | [ 33 ]           |

## Sport

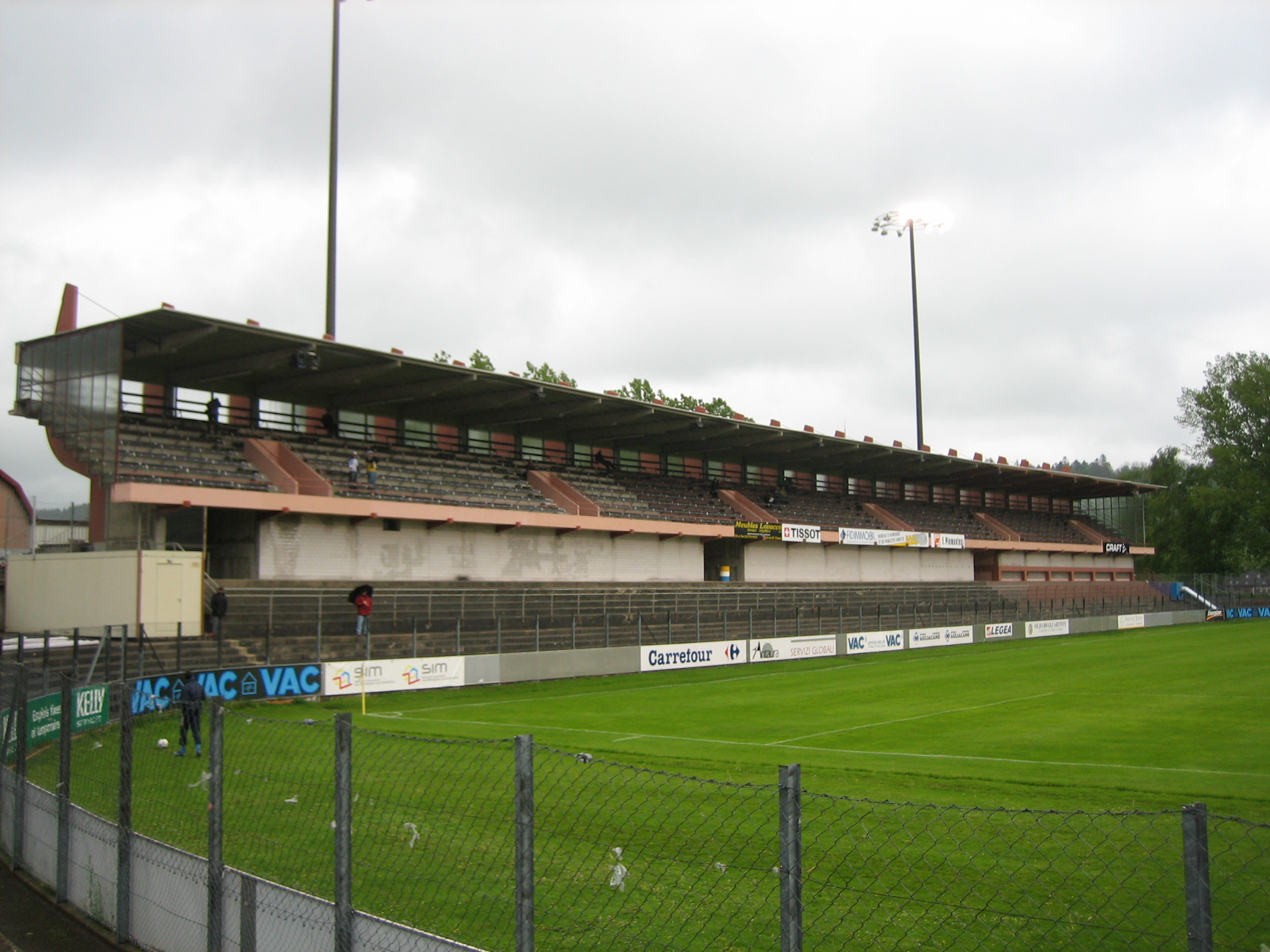
Lo stadio di la Charrière

Gli sport più seguiti a La Chaux-de-Fonds sono l'hockey su ghiaccio e il calcio. La principale squadra di hockey della città è l'Hockey Club La Chaux-de-Fonds il cui impianto, il patinoire des Mélèzes, ha ospitato anche gare del Campionato mondiale di hockey su ghiaccio 1971; la principale squadra di calcio è il Football Club La Chaux-de-Fonds, che gioca nello stadio di la Charrière. Sono inoltre presenti un'altra squadra di calcio, il Football Club Étoile-Sporting La Chaux-de-Fonds, e una di football americano, i La Chaux-de-Fonds Hornets.